# 절대배치

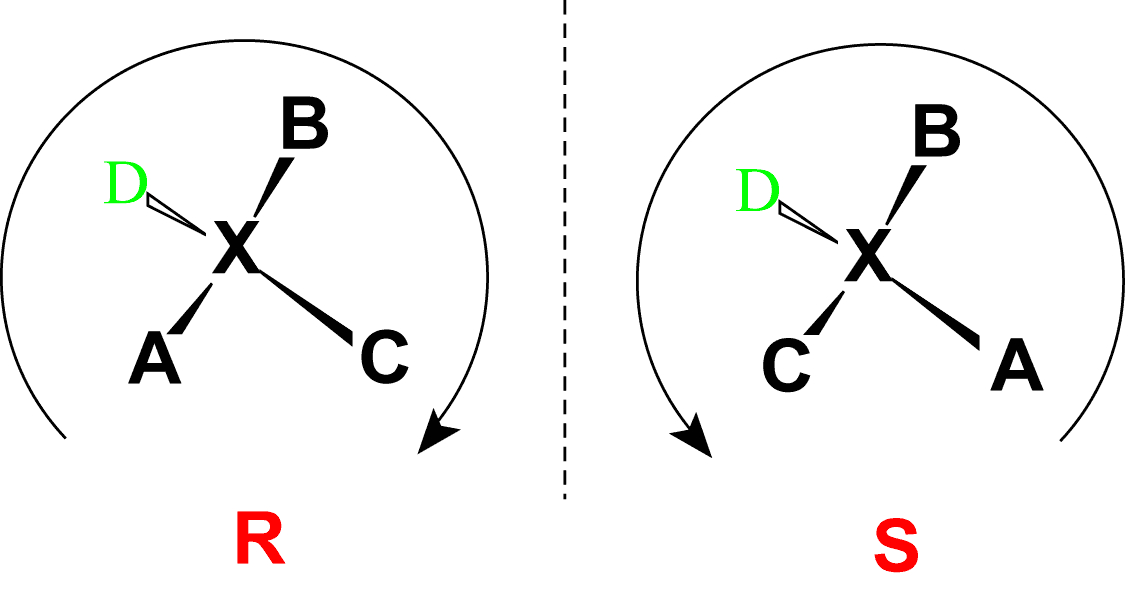
R 및 S 설명어의 결정을 보여주는 절대배치의 예시

절대배치(絶對配置, 영어: absolute configuration)는 카이랄 분자 개체(또는 작용기) 내 원자들의 공간적 배열과 그에 따른 입체화학적 설명을 의미한다. 절대배치는 일반적으로 탄소가 4개의 다른 치환기와 결합하고 있는 유기 분자와 관련이 있다. 이러한 유형의 구조는 2가지 가능한 거울상 이성질체를 생성시킨다. 절대배치는 일련의 규칙들을 사용하여 카이랄 중심 원자 주위의 각 결합의 상대적 위치를 설명한다. 가장 일반적인 표지 방법은 칸-인골드-프렐로그 순위 규칙에 기반한 설명어 "R" 또는 "S"를 사용한다. R은 오른쪽을 의미하는 라틴어인 "Rectus"를 나타내며, S는 왼쪽을 의미하는 라틴어인 "Sinister"를 나타낸다.

## 같이 보기
- 입체배치